# Starr-Perkussionsrevolver
Die Starr-Perkussionsrevolver waren eine Modellreihe von Revolvern, die von Ebenezer Townsend Starr in Yonkers (NY) gebaut wurde. Dafür entwickelte er 1858 ein eigenes Double-Action-Abzugssystem.

## Geschichte

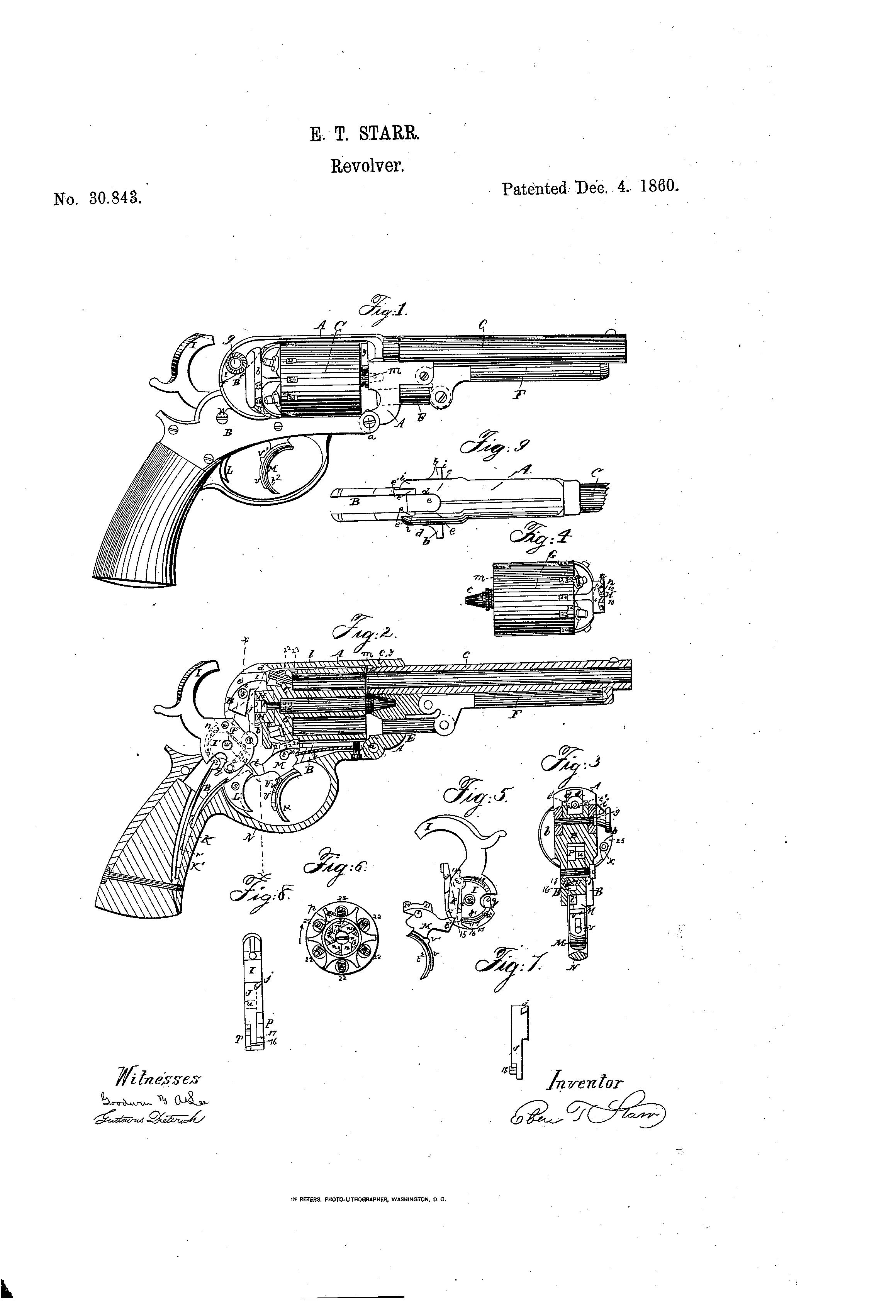
Starr Patentzeichnung 1860

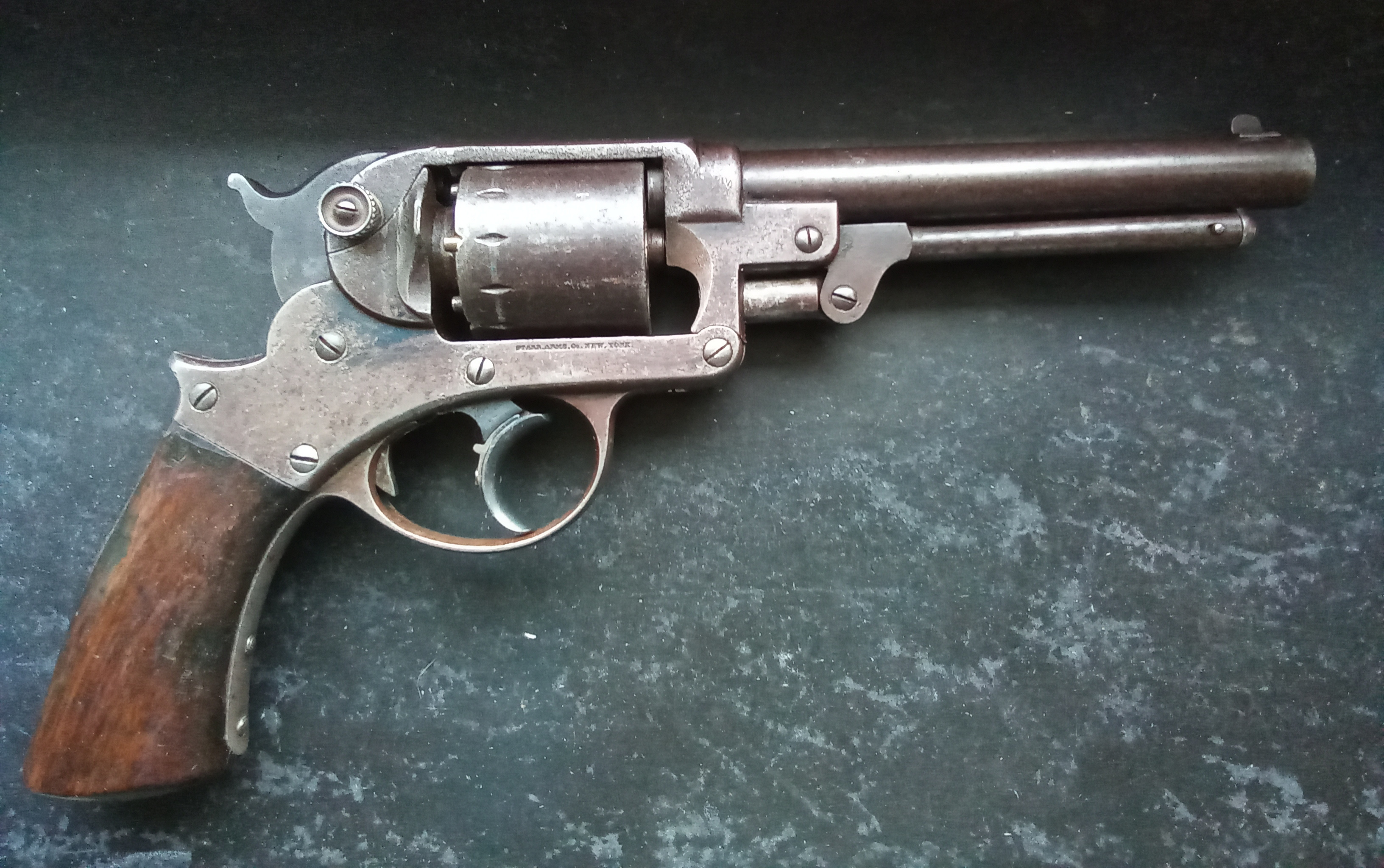
Starr DA Revolver 1862

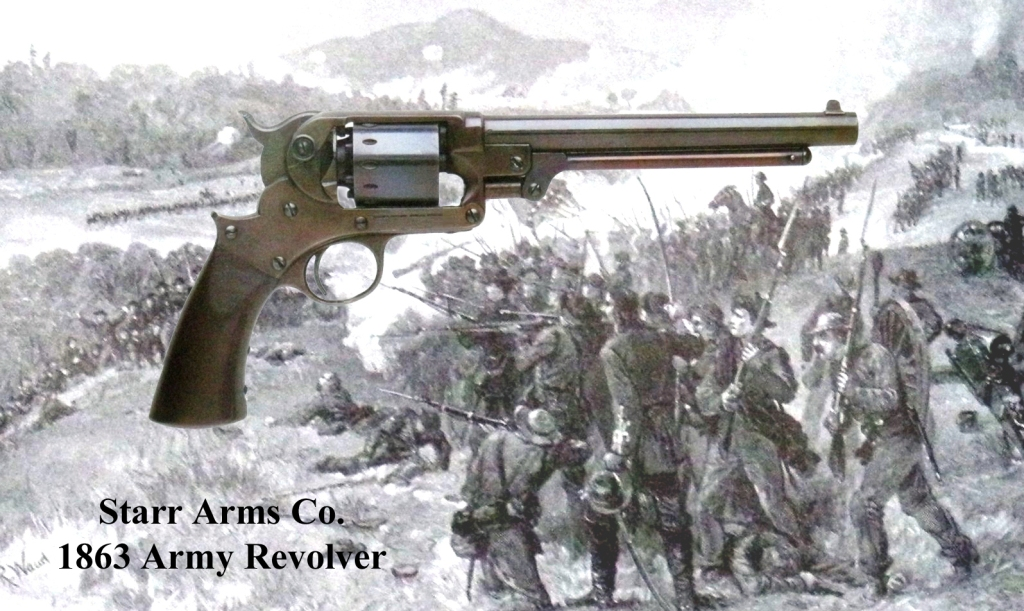
Starr 1863 .44 Single Action Revolver

Bereits 1853 ließ William Tranter in England den Double-Action-Abzug patentieren. Der Waffenschmied Ebenezer Starr aus Yonkers (New York) zeigte sich von diesem System begeistert und entwickelte 1858 sein eigenes Modell, den Starr Double Action.
Entsprechend der von der US-Armee vorgegebenen Kaliber entwickelte er 1858 zwei Modelle: den Double-Action-Navy-Revolver im Kaliber. 36 und den Double-Action-Army-Revolver im Kaliber. 44. Starr konnte die US-Armee von seinen Waffen überzeugen und diese gaben ein Kontingent in Auftrag.
Zwischen 1861 und 1864 kaufte die Unionsarmee 6.352 Navy- und Army-Revolver noch am freien Markt. Als Starr mit der Armee ins Geschäft kommen wollte, verlangten diese aber ein Single-Action-Modell. Dieses wurde von Starr umgehend entwickelt und er erhielt von der US-Regierung einen Vertrag über 41.102 Waffen. Das Single-Action-Army-Modell im Kaliber. 44 war das dritte Modell. Zwischen September 1863 und Dezember 1864 lieferte Starr mehr als 25.000 Stück davon an die US-Regierung. Die Anschaffungskosten für das Single-Action-Modell beliefen sich damals auf $ 12,00 pro Stück. Damit war es weit billiger als die komplizierten Double-Action-Modelle, die damals $ 25,00 kosteten. Da das Starr-Modell im Funktionsprinzip genauso wie die bereits bewährten Modelle von Colt und Remington arbeitete, aber von seinem Aufbau her viel komplizierter war, bestellte die US-Regierung die Lieferung ab. Somit wurden insgesamt nicht mehr als 31.000 Stück an die US-Armee ausgeliefert.
Folgende Modelle wurden gebaut:
- Starr Model 1858 Double Action Kal.36 Navy Revolver (1858–1860)
- Starr Model 1858 Double Action Kal.44 Army Revolver (1858–1863)
- Starr Model 1863 Single Action Kal.44 Army Revolver (1863–1864)

Nach Beendigung des Bürgerkrieges wurde die Produktion eingestellt.

## Aufbau der Waffe
Der Starr-Revolver war mit keiner der zur damaligen Zeit am Markt befindlichen Waffen vergleichbar. Er hatte ein komplett eigenständiges Design (was nicht von allen Revolvern dieser Zeit behauptet werden kann). Im Gegensatz zu den damals gebräuchlichen Waffen war der Starr ein sehr kompliziert aus einer Vielzahl von kleinen Einzelteilen aufgebauter Revolver. Dafür war er jedoch sehr einfach in der Handhabung. Der Rahmen bestand aus zwei Teilen: einem oberen Teil, der den Lauf aufnahm und dem unteren Teil, der mit dem Systemkasten (Mechanik) verbunden war. Vorne gab es ein Gelenk, das die zwei Teile verband. Somit war es möglich, die Waffe – ähnlich den späteren Kipplauf-Modellen – nach vorne abzukippen, um z. B. die geleerte Trommel durch eine neue, geladene zu ersetzen.
Erwähnenswert ist, dass das Double-Action-Modell mit zwei Abzügen ausgestattet war. Diese Konstruktion war aber sehr fein ausgeführt und nicht so klobig wie z. B. bei dem Modell von Tranter. Es gab einen gut sichtbaren Abzug und hinten im Abzugsbügel war ein zweiter, kleiner Abzug eingearbeitet. Mit dem großen Abzug wurde der Hahn gespannt und die Trommel bewegt. Zog man den Abzug dann komplett durch, wurde der zweite Abzug automatisch vom vorderen betätigt und die Waffe abgefeuert. War man im Umgang mit der Waffe geübt, konnte man zuerst die Waffe mit dem Abzug spannen, zielen und dann durch einen kleinen Druck abfeuern – wie bei einem Single-Action-Modell. Aber auch ein schnelles Durchziehen und somit schnelles Feuern war möglich.
Die Gesamtlänge der Waffe betrug ca. 34 cm, das Gewicht lag bei 1,4 kg.
Der Lauf des Single-Action-Modells war mit 18 cm länger als jener der Double-Action-Modelle (15 cm).
Die Pistone, auf die die Zündhütchen aufgesetzt werden, waren beim Starr-Revolver nicht in Einfräsungen voneinander getrennt wie bei vergleichbaren Colt-Modellen, sondern standen parallel hinten heraus. Somit bestand die Gefahr einer Überzündung (Überspringen des Funkens von einer Kammer zur nächsten).